# Nikolas Popper

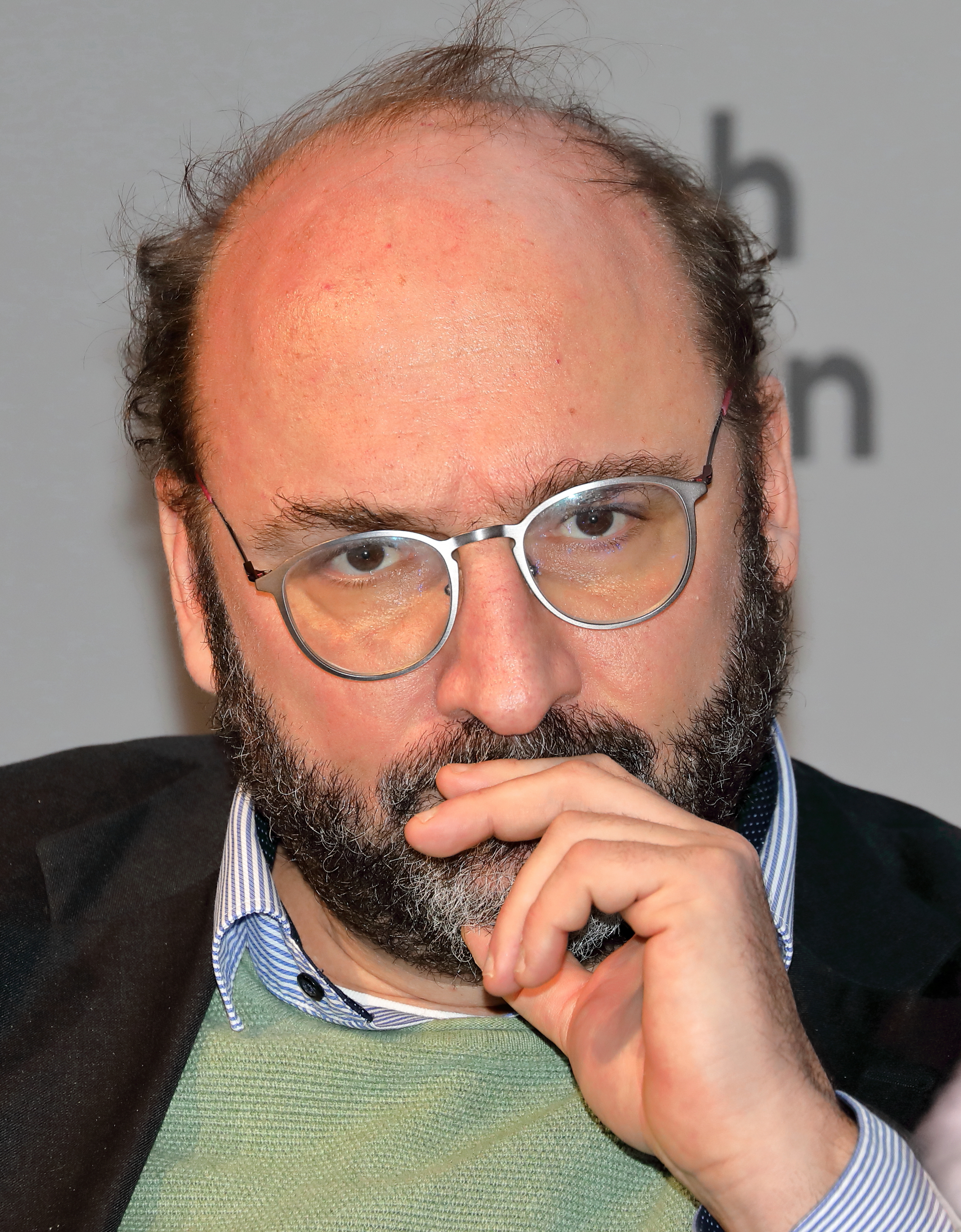
Niki Popper

Simulationsmodell von dwh anlässlich der COVID-19-Pandemie in Österreich.

Nikolas Popper, bekannt als Niki Popper (geboren am 27. Februar 1974 in Wien), ist ein österreichischer Simulationsforscher, Hochschullehrer und Unternehmer. Er wirkt als Koordinator des TU-Wien-Programms COCOS (Centre for Computational Complex Systems) und erlangte durch seine Computermodelle zur COVID-19-Pandemie überregionale Bekanntheit.

## Leben, Werk
Popper studierte Mathematik, Philosophie und Jazztheorie in Wien, Barcelona und Moscow (Idaho, USA), wobei er Philosophie und Jazztheorie nicht abschloss. Er studierte 1993 bis 2001 Technische Mathematik an der TU Wien (Abschluss als Diplomingenieur) und arbeitete als Wissenschaftsredakteur und Journalist. Er gründete zwei Unternehmen:
- die drahtwarenhandlung, eine Produktionsfirma für Wissenschaftsfilme, Datenjournalismus und Computeranimation und
- die dwh GmbH, ein F&E-Unternehmen für technische Lösungen und Simulationsdienstleistungen

Parallel zu seiner unternehmerischen Tätigkeit ist Popper in der Forschung tätig. Seine Schwerpunkte sind Theorie und Anwendungen der Modellierung und Simulation dynamischer und komplexer Systeme. Er befasste sich mit der Implementierung und den Parametrisierungs-, Kalibrierungs- und Validierungskonzepten sowie der Anwendungsintegration der Simulationsmodelle, mit Gesundheitssystemforschung und modellbasiertem Health Technology Assessment (HTA), der Folgenabschätzung von Medizintechnik. Popper wurde bekannt für vergleichende Modellierung und Simulation, für die Kopplung und den Vergleich mathematischer Modellansätze sowie für die Entwicklung neuer Modellierungsmethoden. Er war mitverantwortlich für den Aufbau des Master College für angewandte Modellierung, Simulation und Entscheidungsfindung an der TU Wien. Popper veröffentlichte zahlreiche Artikel in Fachzeitschriften und hielt Vorträge auf internationalen Konferenzen. Er initiierte eine Reihe von Forschungsprojekten und koordinierte rund hundert F&E-Projekte. Er wurde zum Koordinator des COCOS-Zentrums für Computational Complex Systems ernannt, eines interfakultären Zentrums an der TU Wien.
Seit 2014 ist er Vorsitzender von DEXHELPP, dem COMET K-Projekt zur effizienten und sicheren Nutzung von Daten für die Entscheidungsfindung in Gesundheitssystemen (Decision Support for Health Policy and Planning). 2009 bis 2015 war er Doktorand an der TU Wien und erlangte das Doktorat (Dr. techn.) mit einer Dissertation über Comparative Modelling and Simulation.
2020 waren seine Modellrechnungen die Grundlage für die Maßnahmen der österreichischen Bundesregierung in der COVID-19-Pandemie. Popper wurde in den Beraterstab der Coronavirus-Taskforce im Gesundheitsministerium berufen. Popper stellt, aufgrund von Simulationen, den Zusammenhang zwischen räumlicher Distanzierung und Ausbreitung dar.

## Plagiatsvorwürfe
Anfang 2023 veröffentlichte der Plagiatsgutachter Stefan Weber zunächst einen Bericht, nach dem Poppers Diplomarbeit aus dem Jahre 2001 in fast der Hälfte des Fließtextinhaltes plagiiert worden sei. Weber konkretisierte, dass es sich um 30 Stellen handelt, die teils vollständig aus anderen, nicht angegebenen Quellen übernommen wurden. Wenige Tage später folgte von Weber eine Analyse zu der 2015 an der TU Wien eingereichten Dissertation von Popper. So wurden unter anderem mehrere, längere Textpassagen wörtlich und ohne Kennzeichnung aus der englischsprachigen Wikipedia, neben unzitierten Textübernahmen aus bereits vorher publizierten Dissertationen, von Popper in seine Doktoratsarbeit eingearbeitet. Am 5. September 2023 stellte die TU Wien das Plagiatsverfahren gegen Popper ein, da ein beauftragtes externes Gutachten zeige, dass keine Täuschungsabsicht vorliege. Ein ergänzendes internes Gutachten der TU-Wien stellte fest, dass teilweise aus anderen Werken übernommene Textpassagen ungenau gekennzeichnet worden seien. Damit wurden von Seiten der TU-Wien das Verwaltungsverfahren gegen Popper eingestellt und der akademische Grad Dr.techn. wurde nicht widerrufen.

## Auszeichnungen
- Für 2021 wurde Popper der Gerhart-Bruckmann-Preis der Österreichischen Statistischen Gesellschaft zugesprochen.
- 2021: Österreicher des Jahres in der Kategorie Forschung[16]

## TV-Produktionen (Auswahl)
- Biotopia – The Bio Boom, gemeinsam mit Michael Posset (ORF Selection 2015/16)
- Energy Drinks, gemeinsam mit Michael Posset (ORF Selection 2015/16)

## Publikationen
- 2022: Ich simuliere nur! Von mathematischen Modellen, virtuellen Muttermalen und dem Versuch, die Welt zu verstehen., aufgezeichnet von Ursel Nendzig, Amalthea Signum Verlag, Wien 2022, ISBN 978-3-99050-218-1
- Comparative Modelling and Simulation - A Concept for Modular Modelling and Hybrid Simulation of Complex Systems, Dissertation an der TU Wien, Wien 2015